# Resolución 1471 del Consejo de Seguridad de las Naciones Unidas
La resolución 1471 del Consejo de Seguridad de las Naciones Unidas, aprobada por unanimidad el 28 de marzo de 2003, tras reafirmar todas las resoluciones sobre la situación en el Afganistán, prorrogó el mandato de la Misión de Asistencia de las Naciones Unidas para el Afganistán (UNAMA) por un período adicional de doce meses, hasta el 28 de marzo de 2004. 
El Consejo de Seguridad reafirmó su compromiso con la soberanía, la integridad territorial, la independencia y la unidad del Afganistán y reconoció a la Administración de Transición como gobierno legítimo hasta las elecciones previstas para 2004.  También respaldó el acuerdo de la "Declaración de Kabul sobre relaciones de buena vecindad" (al igual que la Resolución 1453 de 2002) y destacó el papel central de las Naciones Unidas en la asistencia al pueblo afgano en la reconstrucción de su país.
La resolución aprobó la creación de una unidad electoral dentro de la UNAMA.  Se destacó además que la provisión de recuperación y reconstrucción a través de la Administración de Transición podría contribuir a la implementación del Acuerdo de Bonn, y se dio apoyo al Representante Especial del Secretario General para el Afganistán, Lakhdar Brahimi . Se pidió a la UNAMA que prestara asistencia a la Comisión Independiente de Derechos Humanos del Afganistán y se instó a todas las partes afganas a cooperar con la misión en la ejecución de su mandato y garantizar la seguridad de su personal.  La Fuerza Internacional de Asistencia para la Seguridad (ISAF) también debía cooperar con Brahimi y el Secretario General en la ejecución de su mandato de conformidad con la Resolución 1444 (2002).
Por último, se encargó al Secretario General Kofi Annan que informara cada cuatro meses sobre la aplicación de la resolución vigente.